# BootX (애플)
BootX는 매킨토시 컴퓨터용으로 애플이 설계하고 개발한 소프트웨어 기반 부트로더이다. BootX는 필수적인 모든 장치 드라이버를 적재한 다음에 맥 OS X 10.2 이상을 실행하는 모든 파워PC 매킨토시의 커널을 부팅함으로써 맥 OS X를 시작하는 과정을 거침으로써 컴퓨터를 사용할 준비를 시키기 위해 사용한다.
BootX는 boot.efi라는 이름의 다른 부트로더와 확장 펌웨어 인터페이스 ROM(애플-인텔 아키텍처 출시에 사용)으로 대체되었다.